# 高御位山
高御位山（たかみくらやま）は、兵庫県加古川市と高砂市の市境に位置する標高304メートルの山である。別名は播磨富士。東播磨丘陵地高御位山系の連峰は播磨アルプスと呼ばれることがある。

## 概要
播磨平野の加古川下流域では高い山が少なく、標高304メートルの高御位山が、加古川市・高砂市の最高峰であり、播磨富士とも呼ばれる。なお高御位山には三角点も置かれているが、三角点の標高は299.8メートルである。頂上では断崖の岩場がせり出し、播磨平野や瀬戸内海を一望でき、条件が良ければ明石海峡大橋、関西国際空港、六甲山、淡路島、小豆島、四国なども望める。このため、播州地域では初日の出スポットとして知られる。 1921年（大正10年）、この岩場から地元出身の飛行士である渡辺信二が自ら創作したグライダーで飛び立ち、山頂には彼を称えた飛翔の碑がある。
高御位山の東麓を南北に通る兵庫県道388号飾東宝殿停車場線から真西の山頂へと向かう道の所に、石造の古い道標があり「是より十八丁」と書かれており、この場所から山頂までの距離を表している。
高御位山の頂上には岩場を磐座としていた高御位神社があり、高御位の名前も神座、磐座から転じたと考えられている。神社由緒によると、欽明天皇10年に創立し、昭和58年4月に火災焼失後、同年12月に再建された。大己貴命（おおなむちのみこと）と少彦名命（すくなひこなのみこと）が祭神で、天津神の命を受け、国造りのために大己貴命と少彦名命が降臨した所とされている。
高御位山の近くには、小高御位山もある。

## 播磨富士
連峰を構成しているため、見る方向により山景は大きく変わるが、新加古川大橋（加古川バイパス）付近の加古川土手や加古川駅の北部地域など、山の南東側から見ると富士山のようなシルエットになり、そのため古くから播磨富士と呼ばれている。また加古川市内の加古川バイパスは加古川を渡るまでは高御位山方向にほぼ一直線であり、高架道路ということもあり、下り線では進行正面に富士山型の高御位山をよく望むことができる（交差する県道383号から県道390号付近まで）。なお高砂市内からの眺望は富士山型にはならない。

## 山火事
2011年1月24日に西側に位置する鷹ノ巣山で発生した山火事は、南側斜面を高御位山方面へと延焼した。結局、2011年1月29日まで燃え続け、高御位山の南側斜面の山林も被災した。

## アクセス
山と渓谷社が発行した「登山バス時刻表2020関西周辺」によれば、JRの姫路駅北口から、曽根駅を経由して鹿島神社へ至るバス路線、または、JRの加古川駅から、宝殿駅の南口を経由して鹿島神社へ至るバス路線で、登山口へのアクセスが薦められている。なお、JRの加古川駅から出るバス路線の場合は、宝殿駅を過ぎてから先、終点の鹿島神社まで行かずに、途中の北山停留所で下車して登山口へアクセスする経路も薦められている。